# Котаке
Котаке (яп. 小竹町 Котакэ-мати) — посёлок в Японии, находящийся в уезде Курате префектуры Фукуока. Площадь посёлка составляет 14,18 км², население — 7993 человека (1 августа 2014), плотность населения — 563,68 чел./км².

## Географическое положение
Посёлок расположен на острове Кюсю в префектуре Фукуока региона Кюсю. С ним граничат города Ногата, Миявака, Иидзука.

## Население
Население посёлка составляет 7993 человека (1 августа 2014), а плотность — 563,68 чел./км². Изменение численности населения с 1980 по 2005 годы:
| 1980 | 11 228 чел. |  |
| 1985 | 11 432 чел. |  |
| 1990 | 11 001 чел. |  |
| 1995 | 10 517 чел. |  |
| 2000 | 9730 чел.   |  |
| 2005 | 9253 чел.   |  |

## Символика
Деревом посёлка считается Osmanthus fragrans, цветком — подсолнечник однолетний.